# István Csáky

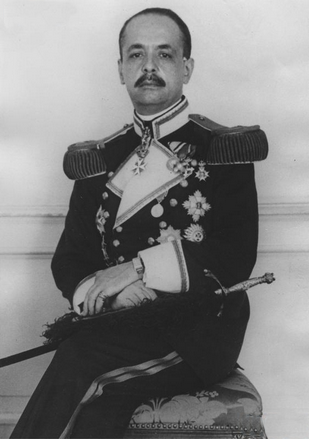
István Csáky

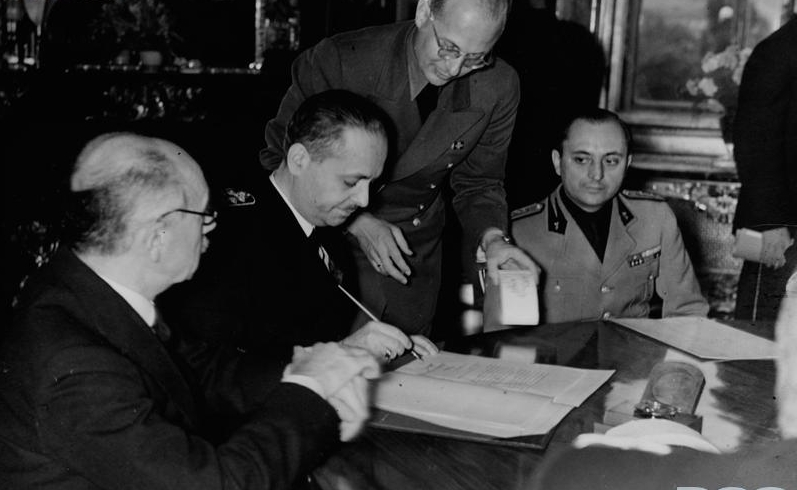
Der ungarische Außenminister Csáky unterschreibt den Zweiten Wiener Schiedsspruch 1940, links Ministerpräsident Pál Teleki

István (Stefan) Graf Csáky von Körösszeg und Adorján (* 14. Juli 1894 in Uncsukfalva, Komitat Hunyad, Österreich-Ungarn; † 27. Januar 1941 in Budapest) war ein ungarischer Politiker, der von 1938 bis zu seinem Tod 1941 ungarischer Außenminister war.

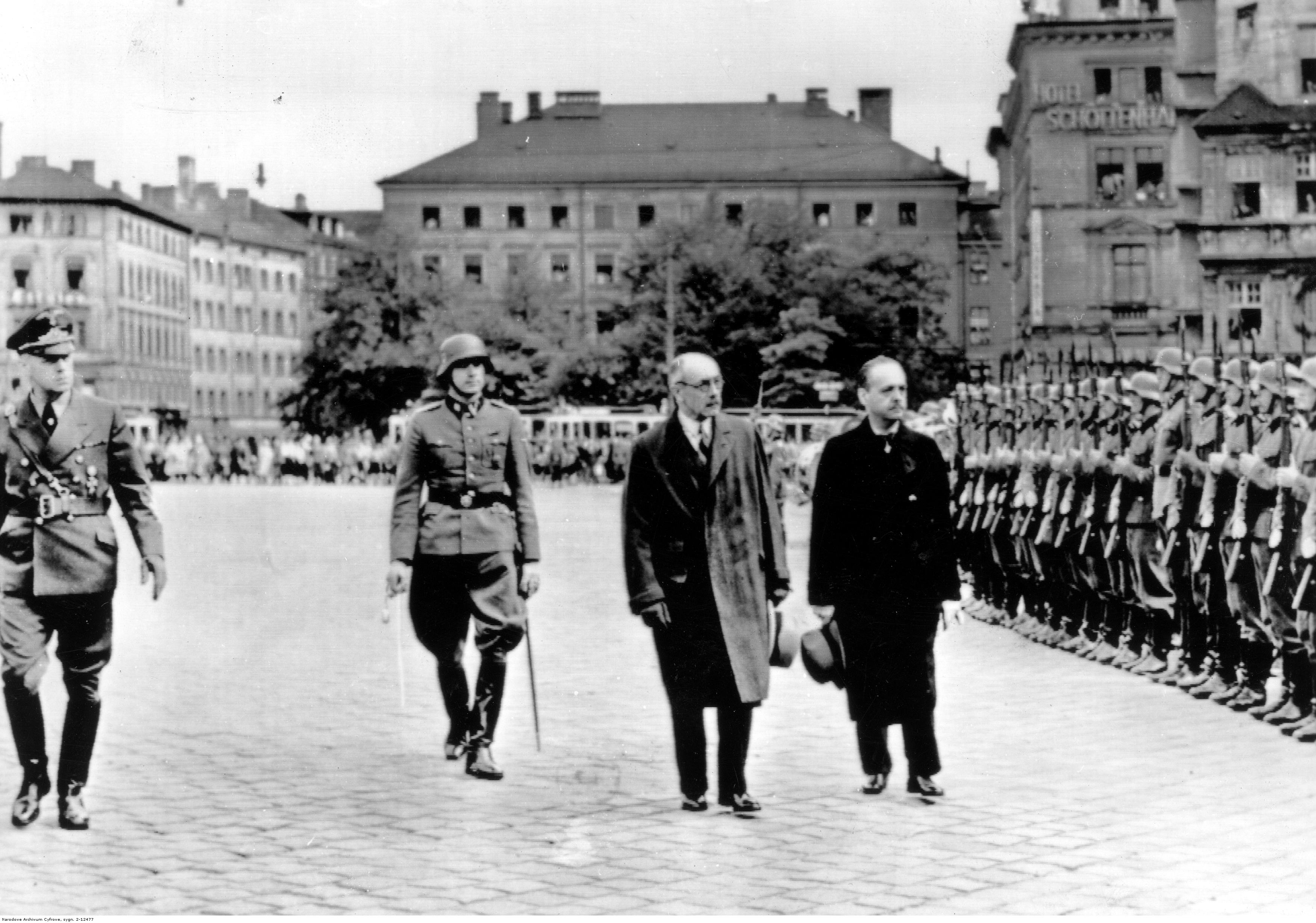
Ribbentrop, Teleki und Csáky in München 1940

## Leben
Csáky wurde in Uncsukfalva (heute Unciuc, Rumänien) geboren, das seinerzeit zum Königreich Ungarn gehörte. Er studierte Staatswissenschaften in Budapest und wurde promoviert. Er besuchte die k.u.k Konsularakademie in Wien und trat 1919 in den auswärtigen Dienst Ungarns ein. Nach Ende des Ersten Weltkriegs nahm er als Diplomat an den Friedensverhandlungen teil, die zum Vertrag von Trianon führten. Danach war er an den ungarischen Botschaften beim Vatikan und in Bukarest, Madrid, wo er 1933 bis 1935 Geschäftsträger war, und Lissabon tätig und füllte verschiedene Funktionen im Außenministerium in Budapest aus. Er war mit Mussolini befreundet, der ihn 1937 bei einem Libyenbesuch in seinem Flugzeug mitnahm.  Er stieg zum Kabinettschef des Außenministers Kálmán Kánya auf. Als offizieller Beobachter Ungarns nahm er 1938 an den Verhandlungen zum Münchner Abkommen teil und war im November 1938 bei den Folgeverhandlungen zum Ersten Wiener Schiedsspruch Mitglied der ungarischen Delegation. Am 10. Dezember 1938 ernannte ihn Ministerpräsident Béla Imrédy zum ungarischen Außenminister. Imrédy war gleichzeitig sein Amtsvorgänger als Außenminister.
Als Außenminister war Csáky 1940 führend an den Verhandlungen zum Zweiten Wiener Schiedsspruch beteiligt, mit denen die im Vertrag von Trianon an Rumänien verlorenen Gebiete zurückgewonnen werden sollten. Auch der Beitritt Ungarns zum Dreimächtepakt fiel in die Amtszeit Csákys. Am 17. Dezember 1940 unterschrieb er auf Betreiben Deutschlands ein Freundschaftsabkommen zwischen Ungarn und Jugoslawien, das Ungarn durch den Einmarsch an der Seite Deutschlands bald darauf brechen würde. Dies erlebte Csáky nicht mehr, da er im Januar 1941 an einer schweren Krankheit starb.
Csáky war seit dem 15. März 1940 mit Maria Anna Gräfin Chorinsky verheiratet.